# Rzym (województwo kujawsko-pomorskie)
Rzym (niem. Wittenberg) – wieś w Polsce w województwie kujawsko-pomorskim, położona w powiecie żnińskim, w gminie Rogowo.

## Historia
W latach 1975–1998 miejscowość administracyjnie należała do województwa bydgoskiego. Według Narodowego Spisu Powszechnego (III 2011 r.) liczyła 96 mieszkańców. Jest dwudziestą co do wielkości miejscowością gminy Rogowo.
Do Rzymu kursowała niegdyś Żnińska Kolej Powiatowa. Linia Rogowo-Ośno funkcjonowała przez 100 lat (otwarta w 1895 r., zamknięta w 1994 r.).

## Igrzyska Olimpijskie Sportowców wiejskich
21 lipca 1960 roku w Rzymie k. Żnina odbyły się I Igrzyska Olimpijskie Sportowców Wiejskich. Pomysłodawcą ich organizacji byli dziennikarze z wychodzącego w Bydgoszczy Dziennika Wieczornego. Mogli w nich startować wyłącznie sportowcy z Ludowych Zespołów Sportowych.  Igrzyska Olimpijskie Sportowców Wiejskich są organizowane co 4 lata na terenie obecnego województwa kujawsko-pomorskiego.